# Сезар (кінопремія, 1994)

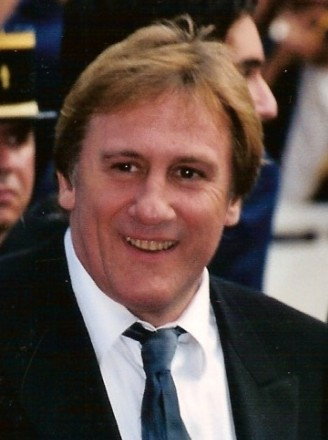
Президент 19-ї церемонії «Сезара» Жерар Депардьє

19-та церемонія вручення нагород премії «Сезар» Академії мистецтв та технологій кінематографа за заслуги у царині французького кінематографу за 1993 рік відбулася 26 лютого 1994 року у Театрі Єлисейських полів (Париж, Франція). 
Церемонія проходила під головуванням актора Жерара Депардьє, розпорядниками та ведучими виступили актор Фабріс Лукіні та акторка Клементін Селар'є. Найкращим фільмом визнано стрічку Палити/Не палити режисера Алена Рене.

## Статистика
Фільми, що отримали декілька номінацій:
| Фільм                                                                                      | Номінації | Перемоги |
| ------------------------------------------------------------------------------------------ | --------- | -------- |
| • Жерміналь / Germinal                                                                     | 12        | 2        |
| • Палити/Не палити / Smoking / No Smoking                                                  | 9         | 5        |
| • Прибульці / Les Visiteurs                                                                | 9         | 1        |
| • Три кольори: Синій / Trois couleurs: Bleu                                                | 9         | 3        |
| • Улюблена пора року / Ma saison préférée                                                  | 7         | —        |
| • Раз, два, три, сонце / Un, deux, trois, soleil                                           | 5         | 2        |
| • Свято / Les Marmottes                                                                    | 3         | —        |
| • У нормальних людях немає нічого виняткового / Les gens normaux n'ont rien d'exceptionnel | 3         | 1        |
| • Метиска / Métisse                                                                        | 2         | —        |
| • Ніжна мішень / Cible émouvante                                                           | 2         | —        |
| • Пуп землі / Le Nombril du monde                                                          | 2         | —        |

## Список лауреатів та номінантів
★Переможців виділено окремим кольором.

### Основні категорії
| Категорії                                       | Лауреати та номінанти | Лауреати та номінанти                                                                       | Лауреати та номінанти                                                                       |                                                                        |
| ----------------------------------------------- | --- | ------------------------------------------------------------------------------------------- | ------------------------------------------------------------------------------------------- | ---------------------------------------------------------------------- |
| Найкращий фільм                                 | ★ Палити/Не палити (реж.: Ален Рене) | ★ Палити/Не палити (реж.: Ален Рене)                                                        | ★ Палити/Не палити (реж.: Ален Рене)                                                        |                                                                        |
| Найкращий фільм                                 | • Три кольори: Синій / Trois couleurs: Bleu (реж.: Кшиштоф Кесльовський)                                                                           |                                                                                             |                                                                                             |                                                                        |
| Найкращий фільм                                 | • Жерміналь / Germinal (реж.: Клод Беррі) |                                                                                             |                                                                                             |                                                                        |
| Найкращий фільм                                 | • Прибульці / Les Visiteurs (реж.: Жан-Марі Пуаре)                                                                                                 |                                                                                             |                                                                                             |                                                                        |
| Найкращий фільм                                 | • Улюблена пора року (реж.: Андре Тешіне) |                                                                                             |                                                                                             |                                                                        |
| Найкраща режисерська робота                     | | ★ Ален Рене за фільм «Палити/Не палити»                                                     | ★ Ален Рене за фільм «Палити/Не палити»                                                     |                                                                        |
| Найкраща режисерська робота                     | • Кшиштоф Кесльовський — «Три кольори: Синій» |                                                                                             |                                                                                             |                                                                        |
| Найкраща режисерська робота                     | • Клод Беррі — «Жерміналь» |                                                                                             |                                                                                             |                                                                        |
| Найкраща режисерська робота                     | • Жан-Марі Пуаре — «Прибульці» |                                                                                             |                                                                                             |                                                                        |
| Найкраща режисерська робота                     | • Андре Тешіне — «Улюблена пора року» |                                                                                             |                                                                                             |                                                                        |
| Найкраща режисерська робота                     | • Бертран Бліє — «Раз, два, три, сонце» |                                                                                             |                                                                                             |                                                                        |
| Найкращий актор                                 | | ★ П'єр Ардіті — «Палити/Не палити» (за роль Тобі Тісделя (та ще 3 ролі))                    | ★ П'єр Ардіті — «Палити/Не палити» (за роль Тобі Тісделя (та ще 3 ролі))                    |                                                                        |
| Найкращий актор                                 | • Данієль Отей — «Улюблена пора року» (за роль Антуана)                                                                                            |                                                                                             |                                                                                             |                                                                        |
| Найкращий актор                                 | • Мішель Бужена (Michel Boujenah) — «Пуп землі» (Le Nombril du monde) (за роль Бажу)                                                               |                                                                                             |                                                                                             |                                                                        |
| Найкращий актор                                 | • Крістіан Клав'є — «Прибульці» (за роль Жакуя Пройдисвіта / Жака-Анрі Жакара)                                                                     |                                                                                             |                                                                                             |                                                                        |
| Найкращий актор                                 | • Жан Рено — «Прибульці» (за роль Годфруа де Монмірая)                                                                                             |                                                                                             |                                                                                             |                                                                        |
| Найкраща акторка                                | | ★ Жульєт Бінош — «Три кольори: Синій» (за роль Жулі Віньон-де Кюрсі)                        | ★ Жульєт Бінош — «Три кольори: Синій» (за роль Жулі Віньон-де Кюрсі)                        |                                                                        |
| Найкраща акторка                                | • Сабіна Азема — «Палити/Не палити» (за роль Сілії Тісдель (та ще 4 ролі))                                                                         |                                                                                             |                                                                                             |                                                                        |
| Найкраща акторка                                | • Жозіан Баласко — «Не усім поталанило з батьками-комуністами» (Tout le monde n'a pas eu la chance d'avoir des parents communistes) (за роль Ірен) |                                                                                             |                                                                                             |                                                                        |
| Найкраща акторка                                | • Катрін Денев — «Улюблена пора року» (за роль Емілі)                                                                                              |                                                                                             |                                                                                             |                                                                        |
| Найкраща акторка                                | • Анук Грінбер (Anouk Grinberg) — «Раз, два, три, сонце» (за роль Вікторіни)                                                                       |                                                                                             |                                                                                             |                                                                        |
| Найкраща акторка                                | • Міу-Міу — «Жерміналь» (за роль Маед) |                                                                                             |                                                                                             |                                                                        |
| Найкращий актор другого плану                   | | ★ Фабріс Лукіні — «Усе про це» (Tout ça... pour ça !) (за роль Фабріса Ленормана)           | ★ Фабріс Лукіні — «Усе про це» (Tout ça... pour ça !) (за роль Фабріса Ленормана)           |                                                                        |
| Найкращий актор другого плану                   | • Дідьє Безас (Didier Bezace) — «Поміж двох вогнів» (за роль комісара Карре)                                                                       |                                                                                             |                                                                                             |                                                                        |
| Найкращий актор другого плану                   | • Жан-П'єр Дарруссен — «Кухня і залежність» (Cuisine et dépendances) (за роль Фреда)                                                               |                                                                                             |                                                                                             |                                                                        |
| Найкращий актор другого плану                   | • Тома Лангманн — «Пуп землі» (за роль Марселя) |                                                                                             |                                                                                             |                                                                        |
| Найкращий актор другого плану                   | • Жан-Роже Міло (Jean-Roger Milo) — «Жерміналь» (за роль Антуана Шаваля)                                                                           |                                                                                             |                                                                                             |                                                                        |
| Найкраща акторка другого плану                  | | ★• Валері Лемерсьє — «Прибульці» (за роль Френегонди де Пуй / Беатріси де Монмірай)         | ★• Валері Лемерсьє — «Прибульці» (за роль Френегонди де Пуй / Беатріси де Монмірай)         |                                                                        |
| Найкраща акторка другого плану                  | • Міріам Буає (Myriam Boyer) — «Раз, два, три, сонце» (за роль Даніели Ласпади)                                                                    |                                                                                             |                                                                                             |                                                                        |
| Найкраща акторка другого плану                  | • Жюдіт Анрі (Judith Henry) — «Жерміналь» (за роль Катрін Мае)                                                                                     |                                                                                             |                                                                                             |                                                                        |
| Найкраща акторка другого плану                  | • Марі Трентіньян — «Свято» (Les Marmottes) (за роль Люсі)                                                                                         |                                                                                             |                                                                                             |                                                                        |
| Найкраща акторка другого плану                  | • Марта Віллалонга (Marthe Villalonga) — «Улюблена пора року» (за роль Берти)                                                                      |                                                                                             |                                                                                             |                                                                        |
| Найперспективніший актор                        | | ★ Олів'є Мартінес — «Раз, два, три, сонце»                                                  | ★ Олів'є Мартінес — «Раз, два, три, сонце»                                                  |                                                                        |
| Найперспективніший актор                        | • Гійом Депардьє — «Ніжна мішень» (Cible émouvante)                                                                                                |                                                                                             |                                                                                             |                                                                        |
| Найперспективніший актор                        | • Матьє Кассовітц — «Метиска» (Métisse (film)) |                                                                                             |                                                                                             |                                                                        |
| Найперспективніший актор                        | • Мельвіль Пупо — «У звичайних людях немає нічого виняткового» (Les gens normaux n'ont rien d'exceptionnel)                                        |                                                                                             |                                                                                             |                                                                        |
| Найперспективніший актор                        | • Крістофер Томпсон (Christopher Thompson) — «Свято»                                                                                               |                                                                                             |                                                                                             |                                                                        |
| Найперспективніша акторка                       | | ★ Валерія Бруні-Тедескі — «У звичайних людях немає нічого виняткового»                      | ★ Валерія Бруні-Тедескі — «У звичайних людях немає нічого виняткового»                      | ★ Валерія Бруні-Тедескі — «У звичайних людях немає нічого виняткового» |
| Найперспективніша акторка                       | • Вірджинія Ледоєн — «Свято» |                                                                                             |                                                                                             |                                                                        |
| Найперспективніша акторка                       | • Кьяра Мастроянні — «Улюблена пора року» |                                                                                             |                                                                                             |                                                                        |
| Найперспективніша акторка                       | • Флоранс Пернель (Florence Pernel) — «Три кольори: Синій»                                                                                         |                                                                                             |                                                                                             |                                                                        |
| Найперспективніша акторка                       | • Карін Віар — «Плисти по-індіанському» (La Nage indienne)                                                                                         |                                                                                             |                                                                                             |                                                                        |
| Найкращий оригінальний або адаптований сценарій | Жан-П'єр Бакрі | ★ Жан-П'єр Бакрі та Аньєс Жауї — «Палити/Не палити»                                         | Аньєс Жауї                                                                                  |                                                                        |
| Найкращий оригінальний або адаптований сценарій | Жан-П'єр Бакрі | • Кшиштоф Кесльовський та Кшиштоф Песевич (Krzysztof Piesiewicz) — «Три кольори: Синій»     | Аньєс Жауї                                                                                  |                                                                        |
| Найкращий оригінальний або адаптований сценарій | Жан-П'єр Бакрі | • Клод Беррі та Арлетт Лангманн (Arlette Langmann) — «Жерміналь»                            | Аньєс Жауї                                                                                  |                                                                        |
| Найкращий оригінальний або адаптований сценарій | Жан-П'єр Бакрі | • Крістіан Клав'є та Жан-Марі Пуаре — «Прибульці»                                           | Аньєс Жауї                                                                                  |                                                                        |
| Найкращий оригінальний або адаптований сценарій | Жан-П'єр Бакрі | • Паскаль Боніцер (Pascal Bonitzer) та Андре Тешіне — «Улюблена пора року»                  | Аньєс Жауї                                                                                  |                                                                        |
| Найкраща музика до фільму                       | | ★ Халед за музику до фільму «Раз, два, три, сонце»                                          | ★ Халед за музику до фільму «Раз, два, три, сонце»                                          |                                                                        |
| Найкраща музика до фільму                       | • Збігнев Прайснер — «Три кольори: Синій» |                                                                                             |                                                                                             |                                                                        |
| Найкраща музика до фільму                       | • Жан-Луї Рок (Jean-Louis Roques) — «Жерміналь» |                                                                                             |                                                                                             |                                                                        |
| Найкраща музика до фільму                       | • Ерік Леві — «Прибульці» |                                                                                             |                                                                                             |                                                                        |
| Найкращий монтаж                                | ★Жак Вітта (Jacques Witta) — «Три кольори: Синій»                                                                                                  | ★Жак Вітта (Jacques Witta) — «Три кольори: Синій»                                           | ★Жак Вітта (Jacques Witta) — «Три кольори: Синій»                                           |                                                                        |
| Найкращий монтаж                                | • Ерве Де Люс (Hervé de Luze) — «Жерміналь» |                                                                                             |                                                                                             |                                                                        |
| Найкращий монтаж                                | • Катрін Кельбер — «Прибульці» |                                                                                             |                                                                                             |                                                                        |
| Найкращий монтаж                                | • Альбер Юрґенсон (Albert Jurgenson) — «Палити/Не палити»                                                                                          |                                                                                             |                                                                                             |                                                                        |
| Найкраща операторська робота                    | ★ Ів Анжело — «Жерміналь» | ★ Ів Анжело — «Жерміналь»                                                                   | ★ Ів Анжело — «Жерміналь»                                                                   |                                                                        |
| Найкраща операторська робота                    | • Славомир Ідзяк — «Три кольори: Синій» |                                                                                             |                                                                                             |                                                                        |
| Найкраща операторська робота                    | • Ренато Берта — «Палити/Не палити» |                                                                                             |                                                                                             |                                                                        |
| Найкращі декорації                              | ★ Жак Солньє — «Палити/Не палити» | ★ Жак Солньє — «Палити/Не палити»                                                           | ★ Жак Солньє — «Палити/Не палити»                                                           |                                                                        |
| Найкращі декорації                              | • Хоанг Тан Ет та Крістіан Марті (Christian Marti (décorateur)) — «Жерміналь»                                                                      |                                                                                             |                                                                                             |                                                                        |
| Найкращі декорації                              | • Жак Бюфнуар — «Жюстіна Труве або позашлюбна дитина бога» (Justinien Trouvé ou le Bâtard de Dieu)                                                 |                                                                                             |                                                                                             |                                                                        |
| Найкращі костюми                                | ★ Каролін Де Вівез, Сільві Ґотреле, Бернадетт Віллар — «Жерміналь»                                                                                 | ★ Каролін Де Вівез, Сільві Ґотреле, Бернадетт Віллар — «Жерміналь»                          | ★ Каролін Де Вівез, Сільві Ґотреле, Бернадетт Віллар — «Жерміналь»                          |                                                                        |
| Найкращі костюми                                | • Катрін Летер'є (Catherine Leterrier) — «Прибульці»                                                                                               |                                                                                             |                                                                                             |                                                                        |
| Найкращі костюми                                | • Франка Скуарчапіно — «Луї, король — дитя» (Louis, enfant roi)                                                                                    |                                                                                             |                                                                                             |                                                                        |
| Найкращий звук                                  | ★ Вільям Флаґолле та Жан-Клод Лоро (Jean-Claude Laureux) — «Три кольори: Синій»                                                                    | ★ Вільям Флаґолле та Жан-Клод Лоро (Jean-Claude Laureux) — «Три кольори: Синій»             | ★ Вільям Флаґолле та Жан-Клод Лоро (Jean-Claude Laureux) — «Три кольори: Синій»             |                                                                        |
| Найкращий звук                                  | • П'єр Ґаме (Pierre Gamet) та Домінік Еннекен (Dominique Hennequin) — «Жерміналь»                                                                  |                                                                                             |                                                                                             |                                                                        |
| Найкращий звук                                  | • Бернар Батс та Жерар Лампс (Gérard Lamps) — «Палити/Не палити»                                                                                   |                                                                                             |                                                                                             |                                                                        |
| Найкращий дебютний фільм                        | ★ «Аромат зеленої папаї» — реж.: Чан Ань Хунг | ★ «Аромат зеленої папаї» — реж.: Чан Ань Хунг                                               | ★ «Аромат зеленої папаї» — реж.: Чан Ань Хунг                                               |                                                                        |
| Найкращий дебютний фільм                        | • «Ніжна мішень» — реж.: П'єр Сальвадорі |                                                                                             |                                                                                             |                                                                        |
| Найкращий дебютний фільм                        | • «Син акули» — реж.: Аньєс Мерле (Agnès Merlet)                                                                                                   |                                                                                             |                                                                                             |                                                                        |
| Найкращий дебютний фільм                        | • «У нормальних людях немає нічого виняткового» — реж.: Лоранс Феррейра Барбоза (Laurence Ferreira Barbosa)                                        |                                                                                             |                                                                                             |                                                                        |
| Найкращий дебютний фільм                        | • «Метиска» — реж.: Матьє Кассовітц |                                                                                             |                                                                                             |                                                                        |
| Найкращий короткометражний фільм                | ★ Gueule d'atmosphère (реж.: Олів'є Перай) | ★ Gueule d'atmosphère (реж.: Олів'є Перай)                                                  | ★ Gueule d'atmosphère (реж.: Олів'є Перай)                                                  |                                                                        |
| Найкращий короткометражний фільм                | • «Як діють люди» / Comment font les gens (реж.: Паскаль Байї)                                                                                     |                                                                                             |                                                                                             |                                                                        |
| Найкращий короткометражний фільм                | • «Сліди» / Empreintes (реж.: Камилль Ґішар) |                                                                                             |                                                                                             |                                                                        |
| Найкращий короткометражний фільм                | • «Екс-пам'яті» / Ex-memoriam (реж.: Beriou) |                                                                                             |                                                                                             |                                                                        |
| Найкращий фільм іноземною мовою                 | Нова Зеландія ★ Піаніно / The Piano (Нова Зеландія, Австралія, Франція, реж. Джейн Кемпіон)                                                        | Нова Зеландія ★ Піаніно / The Piano (Нова Зеландія, Австралія, Франція, реж. Джейн Кемпіон) | Нова Зеландія ★ Піаніно / The Piano (Нова Зеландія, Австралія, Франція, реж. Джейн Кемпіон) |                                                                        |
| Найкращий фільм іноземною мовою                 | Гонконг • Прощавай, моя наложнице / 霸王別姬 (Гонконг, Китай, реж. Чень Кайге)                                                                     |                                                                                             |                                                                                             |                                                                        |
| Найкращий фільм іноземною мовою                 | США • Загадкове вбивство у Мангеттені / Manhattan Murder Mystery (США, реж. Вуді Аллен)                                                            |                                                                                             |                                                                                             |                                                                        |
| Найкращий фільм іноземною мовою                 | Велика Британія • Град каміння / Raining Stones (Велика Британія, реж. Кен Лоуч)                                                                   |                                                                                             |                                                                                             |                                                                        |
| Найкращий фільм іноземною мовою                 | Велика Британія • Спритна / The Snapper (Велика Британія, реж. Стівен Фрірз)                                                                       |                                                                                             |                                                                                             |                                                                        |

### Спеціальні нагороди
| Нагорода         | Лауреати | Лауреати    |             |
| ---------------- | -------- | ----------- | ----------- |
| Почесний «Сезар» |          | ★ Жан Карме | ★ Жан Карме |